# John Moore (regissör)
John Moore, född 1 januari 1970 i Dundalk på Irland, är en irländsk filmregissör och producent. Han ligger bakom filmer som Behind Enemy Lines och A Good Day to Die Hard.

## Bakgrund och utbildning
Moore föddes i den irländska staden Dundalk, och studerade därefter på Rathmines College of Commerce, där han avlade examen i mediekonst. Efter att ha avslutat denna kurs trodde Moore inte att han skulle fortsätta arbeta inom filmbranschen.

## Karriär
Efter att Moore hade avlagt examen skrev och regisserade han en hel serie av kortfilmer i hemlandet Irland. Flera av dessa kortfilmer har visats på en del irländska TV-nätverk, vilket fick Moore att grunda det irlandsbaserade produktionsbolaget Clingfilms. Han regisserade sedan flera reklamfilmer, inklusive en lanseringsreklam för spelkonsolen Dreamcast. Filmbolaget 20th Century Fox blev imponerade av Moore och hans arbete med den, och gav honom en budget på 17 miljoner dollar för att göra filmen Behind Enemy Lines. Moore har därefter gjort ytterligare fyra filmer för 20th Century Fox, Flight of the Phoenix, Omen, Max Payne och A Good Day to Die Hard. Han har också varit tilltänkt att regissera X-Men: The Last Stand och Friday the 13th.
År 2007 fick Moore rättigheterna att regissera en anpassning av boken The Book of Lost Things, genom sitt produktionsbolag Point Road. Dessa rättigheter har dock sedan dess förfallit.

## Privatliv
Moore är sedan år 2005 gift med makeupartisten Fiona Connon, med vilken han har en son vid namn Buzz. Familjen är bosatt i USA, men besöker hemlandet Irland ibland. Moore sa 2015 att han hade en önskan om att få komma tillbaka till sitt hemland, men att hans arbete i Hollywood gjorde det opraktiskt.

## Filmografi (i urval)
- 2001 – Behind Enemy Lines
- 2004 – Flight of the Phoenix
- 2006 – Omen
- 2008 – Max Payne
- 2013 – A Good Day to Die Hard
- 2016 – I.T.